# 津田夏樹
津田夏樹（つだ なつき、1978年 - ）は日本の財務官僚。

## 来歴
徳島県出身。東京大学法学部を卒業。2002年 財務省入省（国際局国際機構課）。G7を担当。2005年 主税局総務課総務第一係長。税制改革に関わる。2007年 コロンビア大学ビジネススクールへ留学。2009年に修了。MBA修得。その後は金融庁課長補佐や主計局主計官補佐（国土交通係主査）、世界銀行審議役、国際局国際機構課長補佐（総括。G20政策企画事務局）、国際局総務課国際企画調整室長などを経て、国際通貨基金（IMF）審議役。

## 略歴
- 2002年4月：大蔵省入省。
- 2004年：熊本国税局。
- 2005年7月：主税局総務課総務第一係長。
- 2007年：留学（コロンビア大学ビジネススクール）。
- 2009年：コロンビア大学ビジネススクール修了。MBA修得。
- 2009年：金融庁監督局信用機構対応室課長補佐。
- 2010年：金融庁監督局銀行第一課長補佐。
- 2011年：国際局為替市場課資金管理室課長補佐。
- 2013年：主計局主計官補佐（国土交通第五係主査）。
- 2014年：主計局調査課長補佐。
- 2015年：世界銀行審議役。
- 2017年：国際局国際機構課長補佐（総括。G20政策企画事務局）[4]。
- 2020年7月22日：国際局総務課長補佐（総括） 兼 国際局総務課国際企画調整室長。
- 2021年7月9日：国際通貨基金（IMF）審議役。